# Vliegtuigen van staatshoofden
De meeste landen hebben een of meer speciale vliegtuigen voor het vervoeren van hun staatshoofd en regering. Het bekendste is wellicht Air Force One, het toestel van de president van de Verenigde Staten, die gevlogen wordt door de United States Air Force.

## Per land

### Argentinië
De Agrupación Aérea Presidencial (Spaans voor Presidentiële Lucht Groep) is verantwoordelijk voor het vervoer van het staatshoofd van Argentinië. Een Boeing 757 is momenteel de Tango 01, oftewel het presidentiële toestel.

### Australië
In 2002 schafte de Royal Australian Air Force twee Boeing Business Jets (BBJ's, aangepaste Boeing 737's) aan met faciliteiten als conferentietafels, kantoorsuites, beveiligde satelliet en communicatiemogelijkheden voor gebruik door Australische officials, met name de premier, de minister van Buitenlandse Zaken en de gouverneur-generaal. De twee toestellen hebben een groter bereik dan de standaard Boeing Business Jets. De minister-president gebruikt de vliegtuigen regelmatig voor zowel binnenlandse, als internationale reizen.
De vliegtuigen zijn ook beschikbaar voor de Britse koninklijke familie (die als Australische monarchen worden beschouwd als ze in Australië zijn). De toestellen vallen onder het 34 squadron van de RAAF (net zoals enkele kleinere vip-vliegtuigen, waaronder de Bombardier Challenger). Voor de aanschaf van de 737's vloog de minister-president in aangepaste Boeing 707s van de Australische Luchtmacht. Deze toestellen waren groter dan de 737's.

### Bahrein
De Bahrain Royal Flight heeft een Boeing 747-400 en een Boeing 747SP in dienst voor gebruik door de koning van Bahrein.

### België
Voor het vervoeren van de koninklijke familie en de regering beschikt België over de volgende vliegtuigen van de 15e Wing Transport (21e smaldeel) van de Air Component van het leger: een geleasede Airbus A321 (CS-TRJ), twee Dassault Falcon 20 gemoderniseerd in 2004, een Dassault Falcon 900 voor het vervoeren van VIP over zeer lange afstanden in buitengewoon comfort, twee Embraer ERJ 135 en twee Embraer ERJ 145.

### Brazilië
Brazilië heeft een presidentieel toestel sinds 1941, toen Getúlio Vargas een Lockheed Lodestar aanschafte. In 1959 verving president Juscelino Kubitschek hem door twee Vickers Viscounts. In 1967 schafte Artur da Costa e Silva een BAC-111 aan, die gebruikt werd tot 1976, toen president Ernesto Geisel ze verving door twee Boeing 737-200. In 1986 bouwde de Braziliaanse luchtmacht een van zijn vier KC-137-toestellen (versie van de Boeing KC-135) om, om te dienen als presidentieel vliegtuig.
Deze KC-137 werd gebruikt tot mei 2003, toen president Luiz Inacio Lula da Silva hem verving door een gloednieuwe Airbus A319 Corporate Jetliner, 'FAB Uno' (Força Aérea Brasileira) genoemd.

### Brunei
De sultan van Brunei heeft meerdere privévliegtuigen in vip-uitvoering tot zijn beschikking. Een Boeing 747-430 wordt het meest door de sultan gebruikt. Andere toestellen zijn onder meer een Airbus A340-200 en een Boeing 767-200ER.

### Bulgarije
In Bulgarije onderhoudt Aviodetachment-28 van de Bulgaarse luchtmacht een Tupolev Tu-154, Dassault Falcon 2000 en een Mil Mi-8 helikopter voor gebruik door de president, de minister-president en andere leden van de regering.

### Burkina Faso
Een Boeing 727-282adv (XT-BFA), wordt gebruikt voor de president van Burkina Faso.

### Canada
Het 437e squadron van de Canadian Forces Air Command heeft een van de vijf Airbus A310-300 (CC-150 Polaris in Canada) in vipuitvoering voor gebruik door de minister-president, hoge regeringsfunctionarissen, leden van de Britse koninklijke familie en buitenlandse hoogwaardigheidsbekleders. Daarnaast heeft het 412e squadron nog vier Bombardier Challenger 604 (CC-144) business jets voor viptransport. Wanneer het vliegtuig de eerste minister aan boord heeft, heeft het vliegtuig de aanduiding Canforce One

### China
Luchtvervoer voor de president of regeringsfunctionarissen van de Volksrepubliek China wordt uitgevoerd door Air China, de nationale luchtvaartmaatschappij. Een specifieke Boeing 747-400 wordt gebruikt voor lange reizen, een Boeing 767 werd gebruikt voor middellange afstanden en meerdere Boeing 737's worden gebruikt voor de kortere afstanden.
In 2000 werd door de Chinese regering een Boeing 767 besteld voor gebruik door president Jiang Zemin. Deze 767 was in eerste instantie besteld door Delta Air Lines. Een internationaal incident ontstond in 2001 toen de regering claimde dat het 27 afluisterapparaatjes had gevonden, weggebouwd in het interieur. Het toestel werd omgebouwd in San Antonio, Texas en doet nu dienst als normaal toestel bij Air China.

### Colombia
In 1933 schafte Colombia zijn eerste presidentiële vliegtuig aan: een Junkers Ju 52/3m, een van de meest geavanceerde toestellen van die tijd. Het deed dienst onder de voormalige Colombiaanse president Enrique Olaya Herrera tot zijn terugtrekking in 1950. Van 1953 tot 1972 deed een Douglas C-54 Skymaster dienst als presidentieel toestel, tijdens de dictatuur van Gustavo Rojas Pinilla.
In 1972 werd een nieuwe Fokker F28-1000 het presidentiële toestel tijdens het mandaat van Misael Pastrana Borrero.
Tijdens Ernesto Samper Pizano's presidentschap werd op 22 september 1996 ongeveer drie kilo heroïne gevonden, verborgen in zijn Boeing 707, enkele uren voor het vertrek naar New York, waar president Samper voor de Algemene Vergadering van de Verenigde Naties zou spreken.
In 2005 verzocht de nieuwe president, Alvaro Uribe Velez, het Congres om een nieuw toestel aan te schaffen om veiligheids- en milieuredenen. Na 33 jaar in dienst was het toestel erg lawaaiig en verouderd. De Fokker F-28 werd ingewisseld voor een Boeing Business Jet als presidentieel transport. Zijn codenaam is "FAC 0001", of Fuerza Aerea Colombiana 0001.

### Duitsland
Duitse regeringsfunctionarissen gebruiken twee Airbus A340-toestellen, en twee Airbus A319's. De A340-vliegtuigen zijn vernoemd naar Konrad Adenauer, de eerste kanselier van de Bondsrepubliek Duitsland, en Theodor Heuss, Duitslands eerste president.
Daarnaast heeft de Luftwaffes Flugbereitschaft nog vier BD-5000 Global Express-jets en drie Eurocopter Cougar-helikopters voor het transport van leden van de Duitse regering, parlement en leger.
Adolf Hitler schafte in 1933 een Junkers Ju 52/3m aan, die hij Immelmann II noemde ter ere van Max Immelmann, de eerste Duitse aas die de onderscheiding Pour le Mérite ontving. In 1937 werd de Immelmann II vervangen door een Focke-Wulf Fw 200 Condor, de Immelmann III. In 1942 werd de Immelmann III opgevolgd door een verbeterd exemplaar van de Condor. In maart 1944 werd een voor Hitler aangepaste Junkers Ju 290 door een geallieerd bombardement vernield nog voor Hitler er gebruik van had gemaakt. Hans Baur was Hitlers persoonlijke piloot; Georg Betz was de copiloot en vervanger van Baur.

### Ecuador
Ecuador gebruikt een Falcon 7X (FAE-052) voor presidentieel transport. Vliegtuigen van de nationale luchtvaartmaatschappij TAME, waaronder Boeing 727's, Fokker F28's en Embraer E-Jets kunnen ook gebruikt worden voor gebruik door de regering.

### El Salvador
De president van El Salvador, Tony Saca, gebruikt een luxeversie van de UH-1 Iroquois-helikopter voor lokale vluchten. Hij heeft ook militaire vliegtuigen en helikopters en een presidentiële turboprop tot zijn beschikking. Voor internationale vluchten wordt een Airbus A320 van TACA met callsign "EL SALVADOR" gebruikt.

### Filipijnen
De 250e (Presidential) Airlift Wing van de Filipijnse luchtmacht heeft het mandaat om te zorgen voor veilig en efficiënt transport voor de president en zijn familie.
De vloot bevat een Fokker F-28, die voornamelijk gebruikt wordt voor binnenlandse trips door de president, vier Agusta AB412-helikopters, drie Sikorsky S-76-helikopters, twee Aérospatiale SA-330 Puma-helikopters, een Sikorsky S-70-5 Black Hawk, een aantal Bell UH-1N Huey's en ook Fokker F-27 Friendships. Voor reizen buiten de Filipijnen heeft de luchtmacht een Bombardier Learjet 60 of het huurt een geschikt vliegtuig van Philippine Airlines. Tot 1962 huurde de luchtmacht toestellen van Pan American World Airways omdat de internationale diensten van Philippine Airlines opgeschort waren. Voor korte vluchten werden eerst Boeing 737's gebruikt. Later werden deze vervangen door Airbus A320's. Voor langere vluchten werden vroeger Boeing 747's gebruikt, die later werden vervangen door Airbus A340's. Het toestel met registratie "PR 001" is een speciaal vliegtuig gevlogen door Philippine Airlines voor de president.

### Frankrijk
Franse functionarissen reizen met het Escadron de transport, d'entraînement et de calibrage (ETEC, transport, trainings- en kalibratiesquadron), een eenheid onder direct commando van het ministerie van defensie. ETEC gebruikt twee Dassault Falcon 900's en twee Falcon 2000's voor reizen binnen Europa en twee Dassault Falcon 7X'en voor middellange en lange vluchten. Recentelijker zijn twee Airbus A340-200-toestellen gekocht van Austrian Airlines voor lange vluchten. Voor de Franse president is sinds november 2010 een Airbus A-330 in gebruik.
In de jaren tachtig en begin jaren negentig beschikte de Franse overheid over twee Concordes. Premier Chirac legde er in september 1987 een afstand van 47 846 kilometer mee af in 26 uur 32 minuten. In 1971 had president Pompidou al enkele vluchten met een prototype van de Concorde gemaakt.

### Gambia
Gambia gebruikt een Iljoesjin Il-62 en een Boeing 727 voor hun vipvluchten.

### Griekenland
De premier van Griekenland heeft een Gulfstream V tot zijn beschikking, die onderhouden wordt door de Griekse luchtmacht. Het toestel werd gekocht door de regering van Costas Simitis voor de behoeften van het EU-voorzitterschap in 2003 en de voorbereidingen van de Olympische Spelen van 2004.
Twee andere toestellen die de laatste twee decennia gebruikt zijn voor hetzelfde doel, leidden tot ophef. Een Dassault Falcon 900 had een hele rits technische problemen, wat leidde tot een ongeluk in Boekarest op 9 september 1999 waarbij de plaatsvervangend Minister van Buitenlandse Zaken, Giannos Kranidiotis, en vijf andere personen om het leven kwamen. De problemen van de Falcon leidden tot vervanging door een Boeing 727 door de regering Constantine Mitsotakis. De 727 was aan een hoge kostprijs omgebouwd. De volgende regering, onder leiding van Andreas Papandreou, bouwde de 727 daarom in 1994 weer terug om naar een chartervliegtuig.

### Ierland
De Ierse regering gebruikt een aantal jets voor het transport van de president van Ierland, de Taoiseach (premier) en ministers. Het Irish Air Corps onderhoudt de regeringsvloot, bestaande uit een Learjet 45, een Gulfstream IV en een Beechcraft King Air.

### India
De regering van India gebruikt Air India en Indian Airlines voor het vervoer van regeringsfunctionarissen over grotere afstanden. Het toestel met callsign "AI 001" is een speciale Boeing 747-237B gevlogen door Air India voor het vervoer van de premier en de president van India. "Tanjore" is een andere naam voor "Air India One". Daarnaast heeft de regering nog drie Boeing Business Jets aangeschaft.

### Italië
De Italiaanse luchtmacht heeft twee Airbus Corporate Jets. De ene is uitgerust met 30 stoelen voor gebruik door de minister-president of de president; de andere heeft 50 stoelen voor gebruik door andere regeringsfunctionarissen. Kleinere Dassault Falcon 50 en Dassault Falcon 900-toestellen worden ook gebruikt voor regeringsgebruik. Twee Agusta SH-3D Sea Kings zijn ook beschikbaar voor de regering, en worden ook gebruikt door de Paus.

### Japan

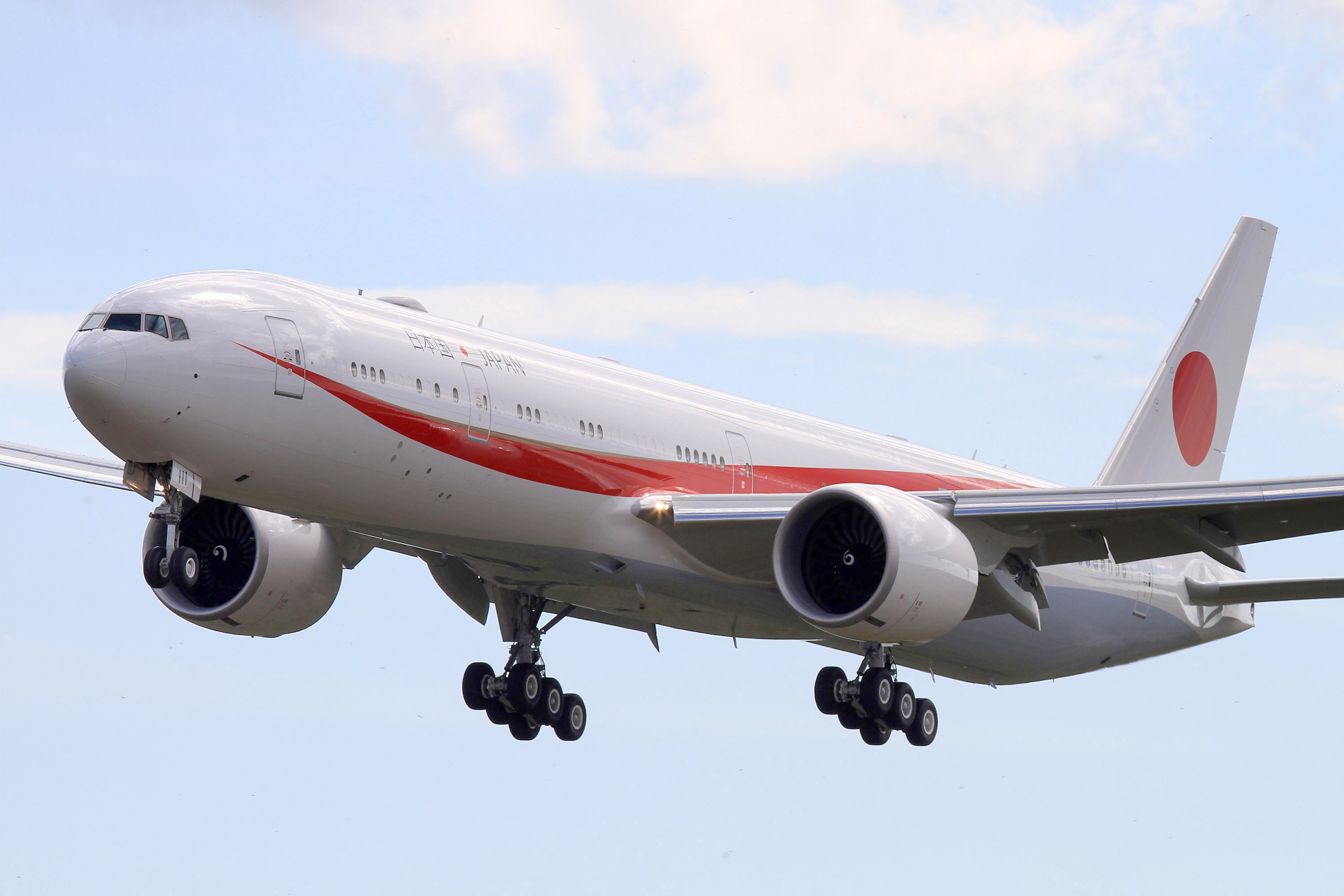
Japanese Air Forse One

Japan heeft twee Boeing 747's (20-1101 en 20-1102) voor de minister-president, de keizer en keizerin van Japan en andere regeringsfunctionarissen bij de Japan Air Self-Defence Force. De schildering van het toestel bestaat uit het woord "Japan" in het Kanji ("日本国") en het Engels op de romp, een rood en gouden streep over de lengte van de romp en de hinomaru (zon) op de staart en beide vleugels.
De twee toestellen hebben hun basis op de Luchthaven Nieuw-Chitose, bij Sapporo, maar vliegen meestal van de centraler gelegen Tokyo International Airport, beter bekend als "Haneda Airport". Vanaf 2018-2019 zullen de beide Boeing 747's door een tweetal Boeing 777's vervangen worden.

### Joegoslavië(voormalig)
De Joegoslavische president Tito gebruikte verschillende toestellen als presidentieel vliegtuig tijdens zijn regeerperiode. De meest bekende zijn de Douglas DC-6B, Iljoesjin Il-18D, Caravelle en Boeing 727.

### Kazachstan
De regering van Kazachstan gebruikt een Airbus A330 voor zijn transport.

### Kenia
De president van Kenia heeft een Fokker 70 als presidentiële jet. Het toestel werd nieuw aangeschaft in 1995 voor Kenia's tweede president Daniel arap Moi. De aankoop werd flink bekritiseerd als weggegooid geld, want Kenia heeft een laag bnp, hoge schulden, slechte wegen en een hoge armoede.
Er werd geen parlementaire goedkeuring verkregen voor de aanschaf van het 50 miljoen dollar kostende toestel. De 70-zits jet werd verbouwd tot 28-zits, met drie suites, badkamer en keuken. Hij is ook uitgerust met de nieuwste telecommunicatieapparatuur.
Vóór de aanschaf van de Fokker gebruikte Moi voornamelijk British Airways voor zijn internationale reizen.

### Moldavië
De luchtvaartmaatschappij Air Moldova heeft een Yakovlev Yak-40 in dienst voor de Moldavische regering, voor gebruik door de president en premier.

### Mexico
De president van Mexico heeft een in 1987 gebouwde Boeing 757 tot zijn eigen beschikking. De officiële naam van het toestel met de president aan boord is "TP-01", wat staat voor Transporte Presidencial 1. Dit toestel wordt alleen gebruikt voor lange afstanden. Voor de korte afstanden gebruikt hij een Boeing 737-300 (TP-02) of een Boeing 737-322 (TP-03). Voor korte tripjes gebruikt de president een Super Puma met vipuitvoering, genaamd "TPH-01", wat staat voor Transporte Presidencial Helicoptero 1. Inmiddels is een Boeing 787 besteld als vervanger voor de Boeing 757. Deze zou volgens planning in 2015 afgeleverd worden.

### Nederland
De Nederlandse regering heeft een Boeing 737 BBJ voor het vervoer van leden van het Koninklijk Huis en regeringsfunctionarissen, zoals de premier en andere ministers. Het toestel heeft de vliegtuigregistratie PH-GOV; waarbij PH staat voor 'Nederland' en GOV voor 'government' (regering). Daarnaast beschikt de Koninklijke Luchtmacht over een Gulfstream IV, speciaal voor het vervoer van militaire en civiele autoriteiten, waaronder ministers.

### Nieuw-Zeeland
De Royal New Zealand Air Force heeft twee Boeing 757-200 die af en toe gebruikt worden door de minister-president en andere regeringsfunctionarissen van Nieuw-Zeeland. De toestellen worden voornamelijk door de luchtmacht zelf gebruikt als transporttoestel van troepen of vracht. Meestal vliegen de regeringsfunctionarissen gewoon met commerciële of gecharterde vluchten; zo veel mogelijk met Air New Zealand. Beide 757's werden in 2003 overgenomen van Transavia.

### Nigeria
De Nigeriaanse luchtmacht heeft een Boeing Business Jet voor gebruik door de president van Nigeria. Het toestel heeft registratie "NAF-001". Daarnaast vliegen er ook een aantal Gulfstreams en Falcons voor de Presidential Air Wing.

### Noorwegen
Het luchtvervoer van de koning en premier van Noorwegen wordt voornamelijk uitgevoerd door gewone luchtvaartmaatschappijen, zoals Scandinavian Airlines, waarbij de vips als normale passagiers reizen. Toch chartert de Noorse regering soms ook kleine privéjets voor ministers. Het 717e squadron van de Noorse luchtmacht te Rygge onderhoudt ook een Dassault Falcon 20 voor viptransport van de koninklijke familie, ministers, en hooggeplaatste militairen.

### Oman
De Oman Royal Flight heeft een Boeing 747-400, Boeing 747SP, twee Gulfstream IVs en een Airbus A320. Deze worden gebruikt door de Sultan van Oman en leden van zijn regering.

### Pakistan
Pakistan Government Transport heeft een Airbus A310 en een nieuwe Gulfstream IVSP voor het vervoer van regeringsfunctionarissen en de president en premier. Het toestel wordt meestal "PAK ONE" genoemd, wat ook de registratie is.
Voordat de Gulfstream in dienst kwam, werden vooral Boeing 707s gebruikt. Ook een Lockheed C-130 is het presidentiële toestel geweest.

### Peru
De president van Peru vliegt in een Boeing 737-500. Het toestel is onder dubieuze omstandigheden aangeschaft. De broer van toenmalig president Alberto Fujimori, Santiago Fujimori, werd vervolgd voor het 'aanraden' van de miljoeneninvestering, wat nogal raar was voor een derdewereldland als Peru.
Het toestel heeft de vlag van Peru op de verticale vin staan, een witte romp met zwarte buik en rode strepen over de zijkant. De woorden "Republica del Peru" staan op de zijkanten, met het wapen van Peru ernaast. De aanduiding binnen de Peruaanse luchtmacht is "FAP 356".

### Polen
De Poolse luchtmacht vloog een Tupolev Tu-154 voor het transport van de premier (102). Een tweede Tu-154 (101), bedoeld voor het transport van de president, stortte op 10 april 2010 neer nabij Smolensk. President Lech Kaczyński alsmede zijn vrouw en 96 overige inzittenden kwamen daarbij om het leven. Na dit ongeval wees een onderzoek uit dat de veiligheid van de regeringstoestellen te wensen overliet. De overgebleven Tu-154 en de Yak-40's werden versneld buiten dienst gesteld. Hun taken werden overgenomen door twee nieuwe Embraer ERJ-170's, welke gevlogen en onderhouden worden door de nationale luchtvaartmaatschappij LOT.

### Rusland
Het Staatstransportbedrijf van Rusland heeft acht Iljoesjin Il-96-300's in dienst voor gebruik door de president van Rusland. Daarnaast bestaat de vloot uit onder meer twee Falcon 7X'en, twee Airbus A-319-115's, en elf Tupolev Tu-204 en Tu-214-varianten, welke de president op zijn reizen kunnen vergezellen.

### Saoedi-Arabië
De Saudi Arabian Royal Flight heeft een vloot van zes Boeing 747's voor gebruik door de koning van Saoedi-Arabië. Verder vliegt er voor de Royal Flight nog een Airbus A340, een tiental Gulfstreams, en twee MD-11-toestellen. Verder is er een Airbus 380 V.I.P. besteld.

### Servië
De Avio Service van Servië is verantwoordelijk voor het transport van de Servische president, de premier en andere regeringsfunctionarissen. Het heeft daarvoor een Dassault Falcon 50 (YU-BNA) en een Learjet 31A (YU-BNZ). De regering gebruikt soms ook een Yakovlev Yak-40 van de Servische luchtmacht.

### Slowakije
De Slovak Government Flying Service heeft twee Tupolev Tu-154's, twee Yakovlev Yak-40's en een aantal helikopters voor gebruik door de president, de premier en andere regeringsfunctionarissen van Slowakije.

### Spanje
De Spaanse luchtmacht, Ejercito del Aire, heeft twee aangepaste Airbus A310's en vijf Falcon 900-toestellen voor het vervoer van de koning, de koninklijke familie en hooggeplaatste regeringsfunctionarissen. Deze diensten worden geleverd door de 45 Groep, gestationeerd op het militair/civiel vliegveld Torrejón, op 22 kilometer van Madrid.

### Taiwan(Republiek China)
Het luchtvervoer voor de president en andere hooggeplaatste regeringsfunctionarissen van Taiwan wordt uitgevoerd door Luchtmacht van de Republiek China, die daarvoor een aangepaste Boeing 737-800 gebruikt.
Een Boeing 747 van Taiwans nationale luchtvaartmaatschappij China Airlines wordt door de president en zijn staf gebruikt voor langeafstandsreizen.

### Thailand
Het 602e Royal Guard Squadron van de Thaise luchtmacht heeft een Airbus A310-300 en een Boeing 737-200 voor viptransporten. De Thaise regering gebruikt een Airbus A319CJ, genaamd Thai Ku Fah voor regeringsvluchten.
Het 402e Royal Guard Squadron, een helikoptereenheid, gebruikt Bell 412ST's voor koninklijke vluchten.

### Turkije

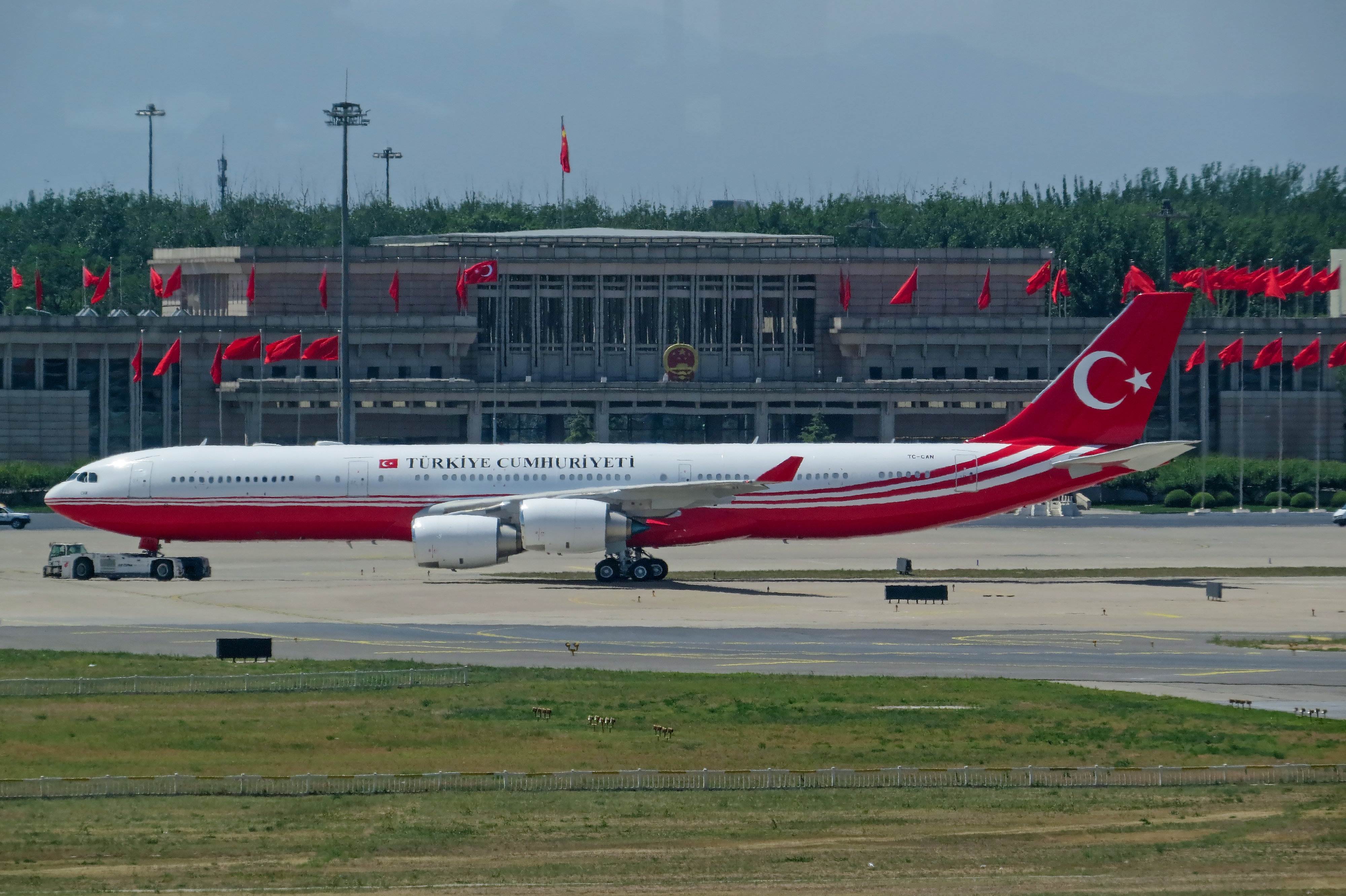
Een Turkse regeringsvliegtuig, Airbus A340 op de Internationale luchthaven van Peking Capital

De regering van Turkije heeft een VIP-vloot die namens de president wordt onderhouden door Turkish Airlines. Een Boeing 747-8 met vliegtuigregistratie “TC-TRK” voor gebruik door president van Turkije. De president gebruikt verder een Gulfstream IV-vipjet. De premier van Turkije gebruikte eerder een speciaal geconfigureerde Airbus A319-115X CJ. De Turkse overheid heeft naast de Airbus A319 en twee Gulfstreams ook een Airbus A330.
| Vliegtuig          | Aantal | Besteld |
| ------------------ | ------ | ------- |
| Airbus A318-100    | 1      | —       |
| Airbus A319-100    | 2      | —       |
| Airbus A330-200    | 1      | —       |
| Airbus A340-500    | 1      | —       |
| Boeing 747-8       | 1      | —       |
| Bombardier CRJ-200 | 1      | —       |
| Totaal             | 7      | —       |

### Turkmenistan
Een Boeing 767-300ER (EZ-A700) werd in oktober 2004 afgeleverd om te dienen als toestel voor de president van Turkmenistan.

### Vaticaanstad
Als de paus in een vliegtuig zit, heeft dat toestel de bijnaam "Shepherd One" (herder één). Meestal is het een gecharterde Alitalia Jumbo Jet, al vliegt hij soms ook in kleinere toestellen, als dat beter uitkomt voor de bestemming. Het is traditie dat de Paus naar een land vliegt in een gecharterde Alitalia-jet en op de terugweg een vliegtuig neemt van de nationale maatschappij van het land dat hij bezocht heeft.

### Venezuela
Een Airbus A319CJ doet dienst als presidentieel transport voor de president van Venezuela.

### Verenigd Koninkrijk
Luchttransport voor de koninklijke familie en de regering van het Verenigd Koninkrijk wordt gedaan door het 32e squadron van de Royal Air Force, maar voornamelijk door gecharterde burgertoestellen en gewone lijndiensten.
Daar gewone lijnvliegtuigen steeds minder geschikt zijn voor het vervoer van hoogwaardigheidsbekleders, met name op het gebied van veiligheid, heeft de regering plannen om twee vliegtuigen aan te schaffen puur en alleen voor gebruik door de koninklijke familie en de regering.

### Verenigde Staten

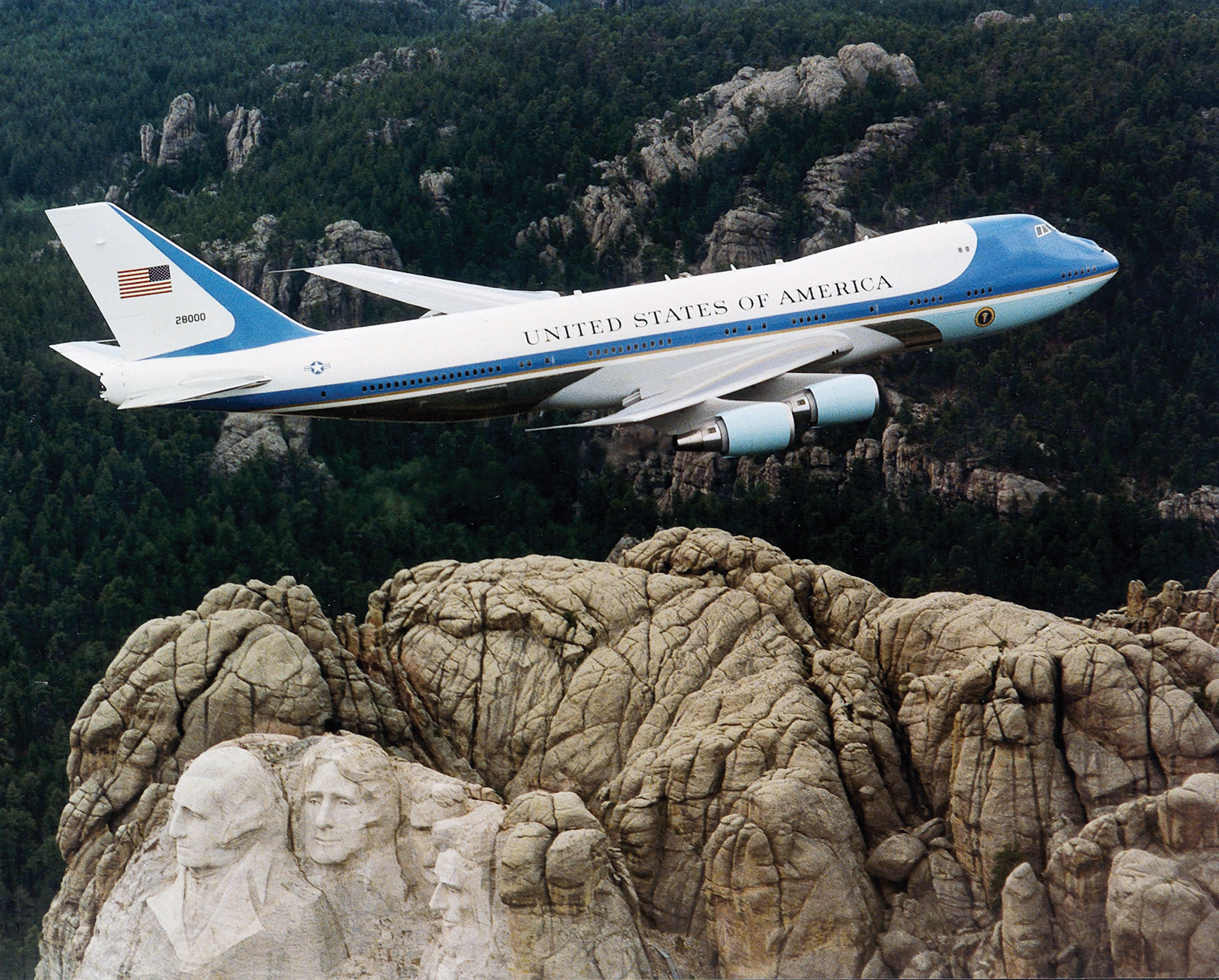
Air Force One boven Mount Rushmore.

De president van de Verenigde Staten gebruikt twee aangepaste Boeing 747-200s met de militaire aanduiding "VC-25A".
Het callsign van het toestel met de Amerikaanse president aan boord is Air Force One voor een vliegtuig van de luchtmacht en Marine One voor een helikopter van het marinierskorps.
| Vliegtuig           | Aantal | Besteld |
| ------------------- | ------ | ------- |
| Boeing 737-700      | 1      | —       |
| Boeing VC-25        | 2      | —       |
| Boeing 757          | 1      | —       |
| Boeing 757-200      | 1      | —       |
| Boeing C-32         | 1      | —       |
| Boeing C-32A        | 1      | —       |
| Boeing C-40         | 1      | —       |
| Boeing C-40 Clipper | 1      | —       |
| Totaal              | 9      | —       |

### Wit-Rusland
De luchtvaartmaatschappij Belavia heeft een Boeing Business Jet (geregistreerd als EW-001PA) en een Tupolev Tu-154M voor gebruik door de president en de minister-president.
Het toestel is in rood en groen geschilderd, in tegenstelling tot normale Belaviatoestellen, die hemelsblauw zijn. Deze kleuren zijn afgeleid van de kleuren van de nationale vlag. De Russische en Wit-Russische naam van het land, Беларусь, staat in het rood aan beide zijden naast de deur.

### Zaïre
Waarschijnlijk een van de controversieelste presidentiële vliegtuigen was dat van de Zaïrese leider Mobutu Sese Seko, die eind jaren 1980, begin jaren 1990 een Concorde leasete van Air France. Het toestel was gestationeerd in Gbadolite en werd niet alleen gebruikt voor diplomatieke missies, maar ook voor Europese winkelreisjes door de rijke familie van de leider. Er waren ook nog een Boeing 707 en een Boeing 727 in gebruik.

### Zuid-Afrika
De president van Zuid-Afrika reist in een Boeing Business Jet, onderhouden door het 21e squadron van de Zuid-Afrikaanse luchtmacht dat gestationeerd is te Waterkloof.

### Zwitserland
De Zwitserse luchtmacht heeft een vloot van drie toestellen, een Dassault Falcon 900, een Cessna 560XL en een Beech 350 voor internationaal vervoer van vips. Ze worden voornamelijk gebruikt door leden van de Zwitserse Bondsraad. Lufttransportstaffel 6 heeft ook nog enkele Super Puma-helikopters, waarvan enkele zijn ingericht voor vipvervoer op binnenlandse reizen.